# Archidiecezja Kansas City w Kansas
Archidiecezja Kansas City w Kansas (łac. Archidioecesis Kansanopolitana in Kansas, ang. Archdiocese of Kansas City in Kansas) – diecezja rzymskokatolicka z siedzibą w Kansas City, w stanie Kansas, Stany Zjednoczone.
Oryginalnie, diecezja powstała 22 maja 1877 jako diecezja Leavenworth. Diecezja została przemianowana na diecezję Kansas City w Kansas 10 maja 1947 i podniesiona do rangi archidiecezji 9 sierpnia 1952.
Archikatedrą diecezjalną jest katedra św. Piotra w Kansas City.
Obecne terytorium archidiecezji, podzielone na 8 regionów, podlegało pod:
- Apostolski Wikariat indiańskiego terytorium na wschód od Gór Skalistych (1850-1857)
- Apostolski Wikariat w Kansas (1857-1877)
- Diecezja Leavenworth (1877-1891)
- Diecezja Kansas City (1891-1897)
- Diecezja Leavenworth (1897-1947)
- Diecezja Kansas City w Kansas (1947-1952)
- Archidiecezja Kansas City w Kansas (1952-obecnie)

Wszystkie, byłe, diecezje podlegały wcześniej pod archidiecezję St. Louis.

## Poprzedni ordynariusze
- Biskup John Baptiste Miège, SJ (1850–1874)
- Biskup Louis Mary Fink, OSB (1874–1904)
- Biskup Thomas Francis Lillis (1904–1910)
- Biskup John Chamberlain Ward (1910–1929)
- Biskup Francis Johannes (1929–1937)
- Biskup Paul Clarence Schulte (1937–1946)
- Biskup George Joseph Donnelly (1946–1950)
- Arcybiskup Edward Joseph Hunkeler (1951–1969)
- Arcybiskup Ignatius Jerome Strecker (1969–1993)
- Arcybiskup James Keleher (1993–2005)
- Arcybiskup Joseph Naumann (2005–2025)
- Arcybiskup Shawn McKnight (od 2025)